# Ben Bridwell
Ben Bridwell (* 25. dubna 1978) je americký zpěvák a kytarista. Vyrůstal ve městě Irmo v Jižní Karolíně, odkud se ve svých šestnácti letech přestěhoval do Tucsonu v Arizoně. Později se se dvěma přáteli přestěhoval do Seattlu ve státě Washington, kde společně hráli v kapele Carissa's Wierd. Ta svou činnost ukončila v roce 2003 a Bridwell zanedlouho založil skupinu Band of Horses. V roce 2012 se podílel na písni „Starting Over“ z alba The Heist dua Macklemore a Ryan Lewis. V té době rovněž přispěl svým zpěvem do dvou písní na albu Opposites skotské kapely Biffy Clyro. V roce 2015 nahrál společně se zpěvákem a kytaristou Iron & Wine album Sing Into My Mouth složené z coververzí.